# 汤焘
汤焘（？—？），浙江仁和（浙江杭州）人，清朝政治人物。
汤焘曾于1797年接替崔兆麟任上海县知县一职，1800年由李绍洛接任。